# Diocese de Hazaribag
A Diocese de Hazaribag  (Latim:Dioecesis Hazaribaganu) é uma diocese localizada no município de Hazaribagh, no estado de Jarcanda, pertencente a Arquidiocese de Ranchi na Índia. Foi fundada em 1 de abril de 1995 pelo Papa João Paulo II. Com uma população católica de 42.165 habitantes, sendo 0,8% da população total, possui 25 paróquias com dados de 2020.

## História
Em 1 de abril de 1995 o Papa João Paulo II cria a Diocese de Hazaribag através do território da Diocese de Daltonganj.

## Lista de bispos
A seguir uma lista de bispos desde a criação da diocese em 1995.
|                     | Nome                 | Período             | Notas               |
| Bispos de Hazaribag | Bispos de Hazaribag  | Bispos de Hazaribag | Bispos de Hazaribag |
| ------------------- | -------------------- | ------------------- | ------------------- |
| 2º                  | Jojo Anand           | 2012 - atual        |                     |
| 1º                  | Charles Soreng, S.J. | 1995 - 2012         |                     |